# M6 (автодорога, Венгрия)
Автомагистраль M6 — венгерская трасса, идущая вдоль Дуная из Будапешта до Хорватии. Шоссе проходит через следующие города: Эрд, Дунауйварош, Пакш, Сексард, Мохач, Байя

## Строительство

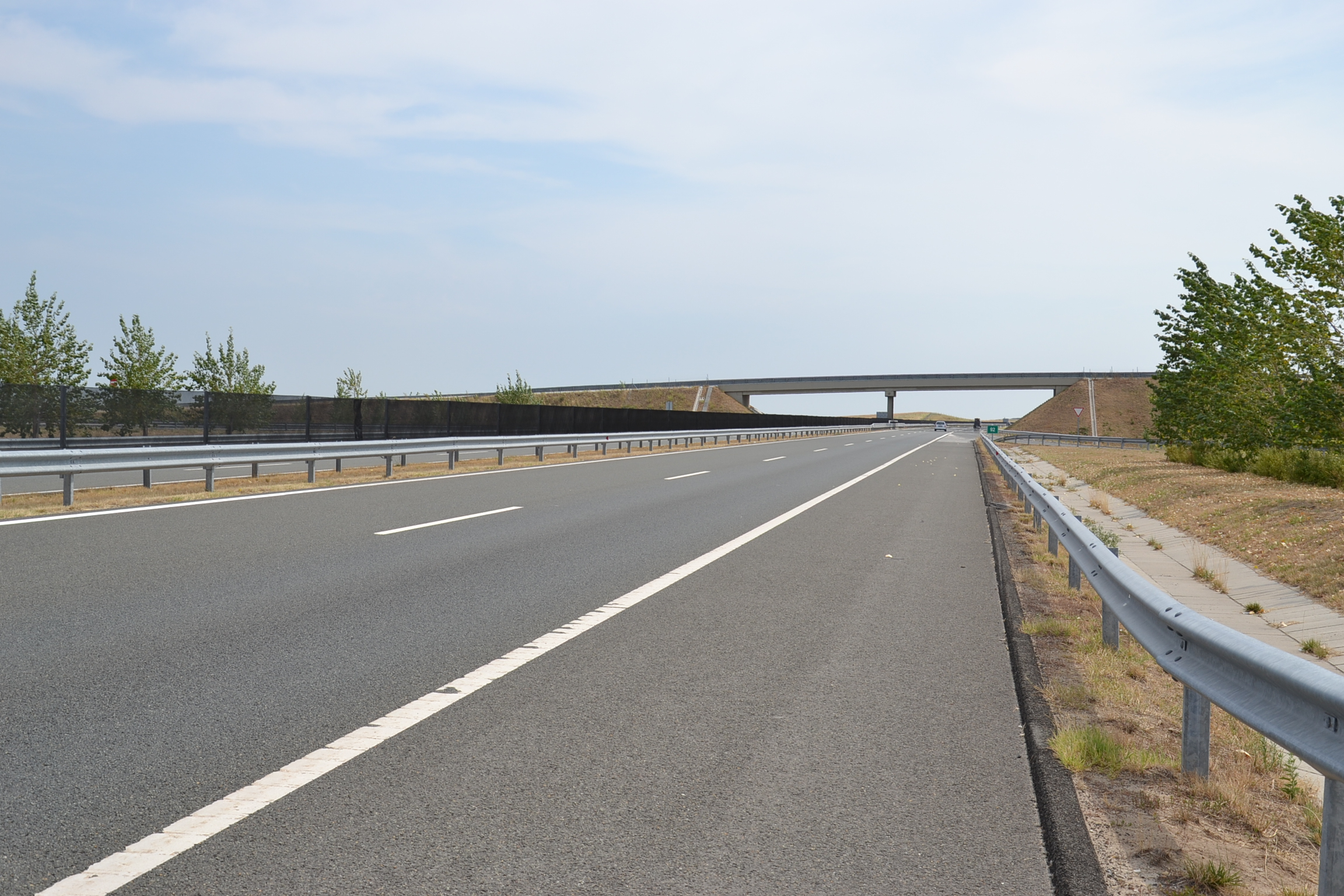
M6

- 11 июня 2006 был открыт первый участок трассы (58 км.) между Эрдом и Дунауйварошем.
- 22 сентября 2008, было открыто для проезда ещё 11 км, которые соединили Эрд с M0 (кольцевой автодорогой, проходящей вокруг Будапешта).
- на 31 марта 2010 были завершены следующие участки:
  - Дунауйварош — Сексард (67 км.)
  - Сексард — Бой (47 км.)
- Дополнительно был построен участок магистрали M60, соединяющий города Бой и Печ (30 км.).

Участок возле границы с Хорватией станет завершающим этапом построения магистрали.